# Liebe, Brot und Eifersucht
Liebe, Brot und Eifersucht (Originaltitel: Pane, amore e gelosia) ist der 1954 entstandene zweite Teil der Filmreihe „Liebe, Brot und …“, die mit Brot, Liebe und Fantasie (1953) begann und mit Liebe, Brot und tausend Küsse (1955) sowie Pan, amore e Andalucia (1958) zwei Fortsetzungen fand. Die romantische Komödie wurde, wie schon der beim Publikum erfolgreiche Vorgänger, von Luigi Comencini inszeniert, mit Gina Lollobrigida und Vittorio De Sica in den Hauptrollen.

## Handlung
Die Handlung knüpft unmittelbar an den Vorgängerfilm an, der mit dem Fest des heiligen Antonius von Padua und der dort erfolgten Verlobung des Maresciallo maggiore (etwa: Regimentsfeldwebel oder Polizeihauptmeister mit Amtszulage) Antonio Carotenuto und der Hebamme Annarella endete.
Carotenuto, Kommandant des kleinen Carabinieri-Postens in dem abgelegenen Abruzzen-Dorf Sagliena, will nun seinen Abschied nehmen. Ist doch seine Auserwählte die Mutter eines unehelichen Kindes, was Carotenuto persönlich zwar toleriert, aber dennoch nicht mit den moralischen Ansprüchen vereinbar hält, die an einen Carabiniere gestellt werden. Annarella möchte nicht, dass ihr Verlobter voreilig handelt und redet ihm sein Vorhaben fürs Erste aus. Denn bevor sie mit Carotenuto den Schritt vor den Traualtar wagt, möchte sie prüfen, ob sich ihr kleiner Sohn Ottavio mit seinem zukünftigen Stiefvater verträgt. Darum lässt sie den Jungen in das Dorf kommen. Erschwerend kommt hinzu, dass sich inzwischen der Kindsvater bei ihr gemeldet hat und seine vermeintlichen Ansprüche an Annarella geltend macht.
Unterdessen bahnt sich im Dorf eine zweite Vermählung an, nämlich zwischen der jungen Maria, genannt La Bersagliera, und dem wehrpflichtigen Carabiniere Pietro Stelluti. Weil er gemäß der Vorschriften nicht an dem Wohnort seiner Verlobten Dienst tun darf, soll Pietro für 20 Monate, den Rest seiner Militärzeit, in einen weit entfernten Landesteil versetzt werden. Vor der Abreise vertraut er Maria seinem väterlichen Vorgesetzten, Maresciallo Carotenuto, an. Maria ist darüber verärgert, weil ihr der Polizeichef noch vor kurzem selbst nachgestellt hatte.
Um sich eine Aussteuer für ihre Heirat zu weben, benötigt Maria neues Garn. Der Dorfhändler verweigert ihr überraschend den bisher üblichen Kredit und macht ihr stattdessen ein unanständiges Angebot, das sie empört ablehnt. Um an Geld zu kommen, vertritt Maria widerwillig Carotenutos plötzlich erkrankte Haushälterin Caramella. Unter den Dörflern kursieren bald Gerüchte, dass Caramella den Maresciallo mit Maria verkuppeln möchte. Das Getratsche erreicht auch Pietro. Als während einer Feier Carotenuto und Maria gemeinsam einen engen, doch harmlosen Walzer tanzen, werden Annarella und Pietro Zeugen des Geschehens. Obwohl in Wahrheit kein Anlass zur Eifersucht bestünde, lösen beide ihre jeweilige Verlobung. Maria will nun ihr Dorf verlassen und heuert als Putzfrau bei einer Schaustellertruppe an. Gleichzeitig wird Pietro, nach Auflösung seiner Verlobung, zurück nach Sagliena versetzt.
Don Nicola, der Impresario der Schausteller, erkennt Marias Gesangs- und Tanztalent und will sie zur Soubrette machen. Marias Mutter beauftragt unterdessen Carotenuto, ihre minderjährige Tochter zurück nach Hause zu holen. Im Gespräch mit Maria erfährt der Maresciallo, dass sie bereits 21 Jahre alt ist und als Volljährige frei entscheiden kann, wohin sie geht. Sie macht ihm trotzig Avancen, denen er jedoch widersteht. Einen Moment lang scheint es, als könne Carotenuto Annarella wieder für sich gewinnen. Als aber Ottavios Vater, ein Maresciallo der Forstpolizei auftaucht und Annarella um eine zweite Chance bittet, verlässt die Hebamme Carotenuto und das Dorf. So steht der Maresciallo binnen 48 Stunden nach seiner Verlobung erneut alleine da.
Am Abend, noch vor Marias geplantem Auftritt, erschüttert ein Erdbeben den Ort. Zum Glück gibt es weder Tote noch Verletzte. Allerdings ist Marias ärmliches Bauernhaus eingestürzt, ihr Esel Barrò schwer verletzt. Pietro bringt es nicht über sich, dem Tier den Gnadenschuss zu geben, und überlässt das seinem Kollegen Baiocchi. Er kommt wieder mit Maria zusammen, die inzwischen aber im Trentino Arbeit gefunden hat. Aufgrund des Umzugs seiner Verlobten darf Pietro seinen Wehrdienst weiterhin in Sagliena ableisten, erhält aber fünf Tage Urlaub, um Maria und deren Familie auf deren Reise nach Norden zu begleiten.

Carotenuto verabschiedet das junge Paar am Bahnhof und bleibt allein zurück. Doch kaum sitzt er im Bus zurück nach Sagliena, hellt sich seine melancholische Stimmung wieder auf: Neben ihm hat eine attraktive Frau Platz genommen, die ebenfalls unterwegs nach Sagliena ist. Es handelt sich um die neue Hebamme, wie Carotenuto alleinstehend und kinderlos, und den umgehend einsetzenden Flirtversuchen des Maresciallos nicht abgeneigt.
Einstellung aus
Liebe, Brot und Eifersucht 

Maria (links) und Antonio

Link zum Bild

(Bitte Urheberrechte beachten)

## Kritik
Der „sorgfältig inszenierte“ Film sei kein Verrat am Neorealismus, sondern eine schöne, nicht vulgäre Show, die eineinhalb Stunden unbeschwerte Unterhaltung biete, so Luigi Chiarini im Jahr 1957.